# Rosopaella aldutra
Rosopaella aldutra är en insektsart som beskrevs av Webb 1983. Rosopaella aldutra ingår i släktet Rosopaella och familjen dvärgstritar. Inga underarter finns listade i Catalogue of Life.